# 丹尼尔·卡罗尔
丹尼尔·卡罗尔（英語：Daniel Carroll，1730年7月22日—1796年7月5日），是一名美国政治家，美国国父，為《美利坚合众国宪法》和《邦联条例》的签署人。
卡罗尔出身自美国南部的种植业主。他支持美国独立，并作为乔治·华盛顿的朋友兼支持者，他致力于建立强有力的中央政府，以保证美国独立的成果和希望。在费城制宪会议中，他为建立一个对美国人民直接负责的政府而斗争。

## 早期生涯
卡罗尔出生于马里兰州乔治斯王子县，是爱尔兰籍老丹尼尔的最年长儿子。他早年在家中继承并管理大量土地，之后出国留学。在1742年至1748年期间，他在圣俄梅珥学院的耶稣会下学习，这个学校是英国天主教在宗教改革后新建的学院。在欧洲旅游后，他回到家中并与埃莉诺·卡罗尔成婚。
1776年，马里兰州宪法修改了此前禁止天主教徒参与到公职领域的限制；次年，卡罗尔当选为马里兰州参议院议长。在任内后期，他被选为大陆会议的代表，并在1781年签署了《邦联条例》。

## 费城会议
卡罗尔一直是费城会议的积极参与者。和他的朋友詹姆斯·麦迪逊一样，他主张建立一个强大的中央政府以管理州际和国家之间的商业贸易。他也反对由州议会支付美国国会的议员薪水，原因是这样会损坏新政权的力量，“国会两院一旦依赖于州议会，那么新的联邦政府不过只是个大陆会议的另一个版本。”。在讨论到总统一职是否由国会选举时，卡罗尔强烈主张（威尔逊随后附议）将“由立法机关选出”（by the legislature）改为“由公民选出”（by the people）。
在美国制宪会议中，丹尼尔·卡罗尔在制定对美国联邦政府权力限制上发挥重要作用。他是推定草案的作者，之后宪法明确规定非明确给予联邦政府的权力，均保留给各州政府及公民。在会议争论中，他发言长达二十余次，并在推迟问题委员会中担任委员。制宪会议后，他返回马里兰州，并没有继续担任州议会的职位，更多是为美国宪法的批准而四处游说。

## 政治生涯
他在《马里兰期刊》（Maryland Journal）上设立专栏介绍美国宪法，并回答关于宪法的质疑，特别著名的是反联邦党人塞缪尔·蔡斯。马里兰州批准美国宪法后，卡罗尔被选为第一届美国国会的美国众议院马里兰州第六区议员。基于对经济与金融稳定的考虑，他支持由联邦政府对州债务承担责任。
在哥伦比亚特区中，卡罗尔拥有四分之一的土地，之后他将一些土地转移给联邦政府，用于建造美国国会山。之后，他被选为马里兰州参议院议长，并担任新州府的执行官，但因健康和年龄问题，他于1795年辞职。但是他仍然积极参与到地区发展，他在帕托马克运河公司中担任乔治·华盛顿的合伙人，此公司致力于通过托马克运河连接华盛顿特区东西两边。
丹尼尔·卡罗尔在六十五岁时死去家中，并埋葬于圣约翰天主教公墓（St. John's Catholic Cemetery）。

## 家庭
他出生于天主教家庭，其弟弟约翰·卡罗尔是美国第一个天主教主教、乔治敦大学的创建人。他的堂兄弟查尔斯·卡罗尔（Charles Carroll of Carrollton）是美国独立宣言的签署人。他和托马斯·费兹西蒙斯是签署美国宪法的罗马天主教徒。